# 포리스트 론 메모리얼 파크 (할리우드힐스)
포리스트 론 메모리얼 파크(영어: Forest Lawn Memorial Park)는 미국 캘리포니아주 로스앤젤레스 할리우드힐스에 있는 공동 묘지이다.

## 같이 보기
- 샌퍼낸도밸리
- 유니버설시티 (캘리포니아주)